# 王府

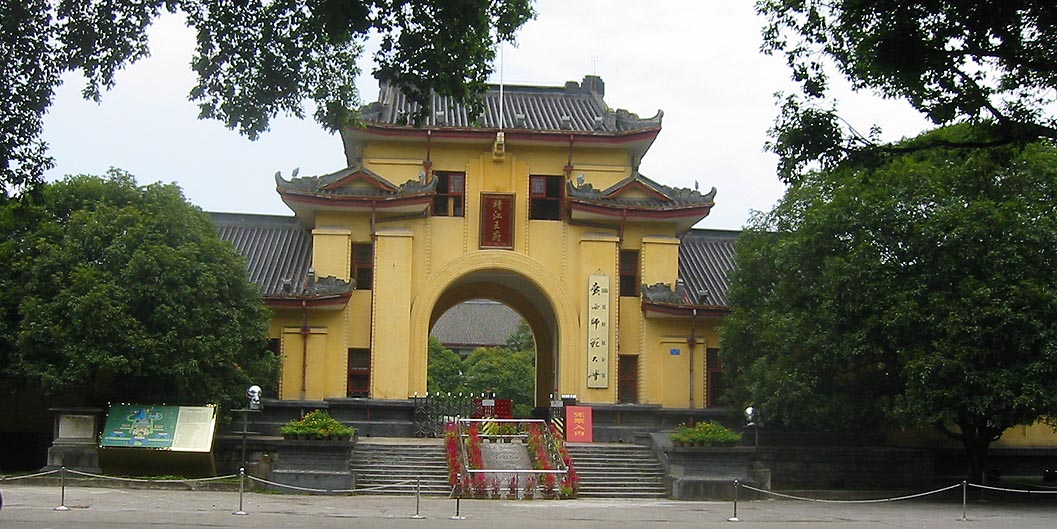
明朝的靖江王府正門

王府，通常指为亲王或郡王建造的住宅，也指親王或郡王的家族。一些受冊封為王爵的藩屬國君主，其王室宮殿及朝廷也稱為王府，如琉球王府。除中國外，越南對內稱帝，亦有親王、郡王等王爵，因此亦有王府。中国古代建筑及越南古代建築实行严格的等级制度，除君主居住的宫殿外，亲王府即是等级最高的建筑。而他们若日后成为君主，王府则被称为潜邸或潜龙邸。

## 中國王府
通常皇子在幼年时，即会受封最高的爵位——亲王，在他们成年后，离开皇宫，搬入王府居住。唐玄宗时，为了防止皇子夺权，建十王宅以供居住，同时以宦官监视他们。诸王由夹城入皇宫（大明宫）向玄宗请安。即使建造王府，设置官吏，诸王亦不会居住，与王府属官亦无过多交往。
明朝洪武四年（1371年），制定亲王府的营造制度，亲王府房屋可至八百间以上。明朝藩王的王府修建于自己的封地，分散于中国各地。明成祖朱棣为皇子时，受封为燕王，燕王府建于今北京市。朱棣通过靖难之役登上皇位后，于永乐十五年（1417年）在北京建造十王府，为进京朝见的藩王所设的临时住所。地址在今王府井大街南段。天顺四年（1460年），制定郡王府营造制度，门楼、厅厢、厨库、米仓等，共数十间而已。弘治八年（1495年），修改亲王府营造制度，有所增减。
清军入关后，定都北京。清朝藩王有爵位而无封地，因此王府大都修建于北京。亦有亲王未修建王府的例子。乾隆帝为皇子时居于紫禁城中，成婚后移居乾西二所，受封亲王后，住所赐名乐善堂。与他父亲雍正帝的住所——雍和宫类似，在他登基后，乐善堂升级为重华宫。